# Jorge Larena
Jorge Larena (* 29. September 1981 in Las Palmas de Gran Canaria) ist ein spanischer Fußballspieler.
Jorge Larena begann seine Karriere bei der zweiten Mannschaft von UD Las Palmas. Schnell wurde der sprintstarke Mittelfeldspieler in die erste Elf berufen und er wuchs mit seinen Aufgaben. Dies führte dazu, dass Atlético Madrid ihn 2002 unter Vertrag nahm. Auch dort konnte er eine Vielzahl an Spielen bestreiten bis bei Atlético Star um Star gekauft wurde, um mit den großen Teams wie Real Madrid oder FC Barcelona mithalten zu können. Jorge Larena sah ein, dass seine Chancen auf einen Stammplatz gering waren und so wechselte er zum damaligen Aufsteiger Celta Vigo. Mit den Galiciern stieg Larena 2006/07 ab.
Von 2008 bis 2011 spielte Jorge Larena wieder für seinen Heimatverein, den Zweitligisten UD Las Palmas. Am 31. Januar 2012 begann Jorge Larena beim Zweitligisten SD Huesca, nachdem er ein halbes Jahr lang bei UD Las Palmas mittrainiert hatte, um seine Form zu erhalten.